# Arrondissement de Westerwald
 (mars 2025).
Si vous disposez d'ouvrages ou d'articles de référence ou si vous connaissez des sites web de qualité traitant du thème abordé ici, merci de compléter l'article en donnant les références utiles à sa vérifiabilité et en les liant à la section « Notes et références ».
L’arrondissement de Westerwald est un arrondissement (Landkreis en allemand) de Rhénanie-Palatinat  (Allemagne).
Son chef lieu est Montabaur.
Au 31 décembre 2022, sa population est de 206 282 habitants.

## Villes, communes et communautés d'administration
(nombre d’habitants en 2006)
Communes fusionnées et communes membres
| - 1. Bad Marienberg 1. Bad Marienberg (Westerwald), ville * (5 736) 2. Bölsberg (257) 3. Dreisbach (620) 4. Fehl-Ritzhausen (831) 5. Großseifen (601) 6. Hahn bei Marienberg (468) 7. Hardt (445) 8. Hof (1 244) 9. Kirburg (609) 10. Langenbach bei Kirburg (1 012) 11. Lautzenbrücken (393) 12. Mörlen (604) 13. Neunkhausen (1 125) 14. Nisterau (1 125) 15. Nistertal (1 315) 16. Norken (1 002) 17. Stockhausen-Illfurth (485) 18. Unnau (1 852) - 2. Hachenburg 1. Alpenrod (1 600) 2. Astert (249) 3. Atzelgift (639) 4. Borod (595) 5. Dreifelden (317) 6. Gehlert (576) 7. Giesenhausen (330) 8. Hachenburg, ville * (5 759) 9. Hattert (1 731) 10. Heimborn (289) 11. Heuzert (146) 12. Höchstenbach (695) 13. Kroppach (634) 14. Kundert (261) 15. Limbach (412) 16. Linden (156) 17. Lochum (315) 18. Luckenbach (635) 19. Marzhausen (272) 20. Merkelbach (426) 21. Mörsbach (495) 22. Mudenbach (805) 23. Mündersbach (757) 24. Müschenbach (996) 25. Nister (989) 26. Roßbach (893) 27. Steinebach an der Wied (785) 28. Stein-Wingert (213) 29. Streithausen (562) 30. Wahlrod (867) 31. Welkenbach (151) 32. Wied (495) 33. Winkelbach (247) - 3. Höhr-Grenzhausen 1. Hilgert (1 493) 2. Hillscheid (2 614) 3. Höhr-Grenzhausen, ville * (9 565) 4. Kammerforst (258) - 4. Montabaur 1. Boden (557) 2. Daubach (467) 3. Eitelborn (2.455) 4. Gackenbach (576) 5. Girod (1 213) 6. Görgeshausen (812) 7. Großholbach (985) 8. Heilberscheid (664) 9. Heiligenroth (1 435) 10. Holler (1 086) 11. Horbach (716) 12. Hübingen (548) 13. Kadenbach (1 419) 14. Montabaur, ville * (12 477) 15. Nentershausen (2 030) 16. Neuhäusel (2 009) 17. Niederelbert (1 619) 18. Niedererbach (990) 19. Nomborn (707) 20. Oberelbert (1 086) 21. Ruppach-Goldhausen (1 206) 22. Simmern (1 464) 23. Stahlhofen (703) 24. Untershausen (497) 25. Welschneudorf (976) | - 5. Ransbach-Baumbach 1. Alsbach (588) 2. Breitenau (686) 3. Caan (714) 4. Deesen (680) 5. Hundsdorf (449) 6. Nauort (2 312) 7. Oberhaid (393) 8. Ransbach-Baumbach, ville * (7 379) 9. Sessenbach (531) 10. Wirscheid (329) 11. Wittgert (644) - 6. Rennerod 1. Bretthausen (198) 2. Elsoff (Westerwald) (962) 3. Hellenhahn-Schellenberg (1 317) 4. Homberg (161) 5. Hüblingen (321) 6. Irmtraut (810) 7. Liebenscheid (927) 8. Neunkirchen (576) 9. Neustadt/Westerwald (563) 10. Niederroßbach (839) 11. Nister-Möhrendorf (327) 12. Oberrod (731) 13. Oberroßbach (346) 14. Rehe (979) 15. Rennerod, ville * (3 865) 16. Salzburg (246) 17. Seck (1 284) 18. Stein-Neukirch (447) 19. Waigandshain (212) 20. Waldmühlen (356) 21. Westernohe (968) 22. Willingen (273) 23. Zehnhausen bei Rennerod (415) - 7. Selters 1. Ellenhausen (285) 2. Ewighausen (237) 3. Freilingen (692) 4. Freirachdorf (679) 5. Goddert (412) 6. Hartenfels (841) 7. Herschbach (2 910) 8. Krümmel (371) 9. Marienrachdorf (1 008) 10. Maroth (262) 11. Maxsain (1 132) 12. Nordhofen (571) 13. Quirnbach (517) 14. Rückeroth (564) 15. Schenkelberg (669) 16. Selters (Westerwald), ville * (2 766) 17. Sessenhausen (965) 18. Steinen (238) 19. Vielbach (592) 20. Weidenhahn (553) 21. Wölferlingen (565) | - 8. Wallmerod 1. Arnshöfen (163) 2. Berod bei Wallmerod (563) 3. Bilkheim (502) 4. Dreikirchen (1 022) 5. Elbingen (285) 6. Ettinghausen (315) 7. Hahn am See (417) 8. Herschbach (Oberwesterwald) (966) 9. Hundsangen (2 127) 10. Kuhnhöfen (171) 11. Mähren (246) 12. Meudt (1 874) 13. Molsberg (474) 14. Niederahr (816) 15. Oberahr (579) 16. Obererbach (517) 17. Salz (908) 18. Steinefrenz (759) 19. Wallmerod * (1 310) 20. Weroth (613) 21. Zehnhausen bei Wallmerod (192) - 9. Westerburg 1. Ailertchen (626) 2. Bellingen (596) 3. Berzhahn (479) 4. Brandscheid (514) 5. Enspel (269) 6. Gemünden (1 084) 7. Girkenroth (595) 8. Guckheim (916) 9. Härtlingen (432) 10. Halbs (366) 11. Hergenroth (440) 12. Höhn (3 142) 13. Kaden (604) 14. Kölbingen (1 076) 15. Langenhahn (1 430) 16. Pottum (1 023) 17. Rotenhain (553) 18. Rothenbach (896) 19. Stahlhofen am Wiesensee (329) 20. Stockum-Püschen (711) 21. Weltersburg (278) 22. Westerburg, ville * (5 661) 23. Willmenrod (678) 24. Winnen (445) - 10. Wirges 1. Bannberscheid (617) 2. Dernbach (Westerwald) (2 432) 3. Ebernhahn (1 210) 4. Helferskirchen (1 120) 5. Leuterod (870) 6. Mogendorf (1 164) 7. Moschheim (764) 8. Niedersayn (218) 9. Ötzingen (1 370) 10. Siershahn (2 836) 11. Staudt (1 103) 12. Wirges, ville * (5 152) |